# 그림자 내각
그림자 내각(영어: Shadow Cabinet 섀도 캐비닛[*]), 또는 예비 내각은 주로 영국식 웨스트민스터 체제 의원 내각제에서 제1야당 소속의 당원들로 구성된 부차적인 내각이다. 그림자 내각은 제1야당의 당수가 이끌며 그 밑의 원로 당원들이 여당의 내각을 검사하는 뜻으로 조직하였다. 제1야당이 여당으로 승격 할 때에 그림자 내각을 구성하는 의원은 대체로 새로운 내각의 장관으로 임명된다. 그러므로 그림자 내각의 역할은 내각이 중심으로 구성된 정부의 정책과 행동을 비판 또는 여당에게 대안을 제시하는 일이 있다.
그림자 내각의 일원들은 대부분의 나라에서 그림자 장관(영어: Shadow Minister)이라고 부른다. 그렇지만 캐나다에서는 대체로 야당 비평가(영어: Opposition Critic)라고 부른다. 영국의 상원에서는 다르게 대변인(영어: spokesperson)이라고 부른다.

## 문화적 영향
영국, 캐나다, 오스트레일리아, 그리고 뉴질랜드의 정치계에서는 제1야당과 그림자 내각을 공식적으로 여왕 폐하의 충성스러운 야당(영어: Her Majesty's Loyal Opposition)이라고 부른다. 충성스러운(영어: loyal)이라는 형용사를 수식하게 된 계기는 비록 영국 정부의 공식이름인 여왕 폐하의 정부(영어: Her Majesty’s Government)를 정치적으로 겨루는 역할을 수행하지만 영국의 군주와 그 왕권에 이의를 제기하지 않아서 여왕 폐하의 정부의 합리성을 인정하는 관례가 적용되었기 때문이다. 반대로 뉴질랜드와 같은 웨스트민스터 체제를 수용하는 나라들 중에서 제1야당을 의회의 야당(영어: The Parliamentary Opposition)이라고 부른다.
특히 오스트레일리아 노동당과 같은 몇몇의 정당들은 제1야당이 된다면 그림자 장관들을 정당 내부에서 비밀투표로 선출해서 야당 총수가 그들을 각각 특정한 장관직에 배정한다. 그밖의 정당들은 대체로 야당 총수가 혼자서 직접 그림자 내각의 구성과 장관들을 결정한다.
정부나 제 1야당의 역할 할 수 없는 제3당도 의회에서 프런트 벤치(영어: front bench)를 구성하거나 대변인을 지정할 수 있다. 하지만 의회의 발언권은 대화록을 기록할 수 있는 최소한의 의석수를 가진 정당이나 의원모임에게 할당된다. 예들들면 아일랜드의 다일 에이렌에서 테크니컬 그룹은 더욱 큰 정당들에 대립하기 위해서 주로 제3당이나 무소속 의원들로 이루어진 입법 집단이다.
독일의 입법 환경은 그림자 내각이라는 개념이 널리 통용되지 않았지만 당수들은 전문가와 고문관으로 이루어진 위원회를 구성한다. 예들들면 우니온과 독일 사회민주당은 전문지식조(영어: Kompetenzteam)라는 용어를 사용, 동맹 90/녹색당은 최고조(영어: Spitzenteam)라는 용어를 사용한다.

## 같이 보기
- 영국의 제1야당

## 참고 자료
1. ↑  남성이 영국의 군주로 왕위에 앉히면 His Majesty's Loyal Opposition로 불린다.